# بردلی لاکو
بردلی لاکو (انگلیسی: Bradley Locko؛ زادهٔ تاریخ ورودی نامعتبر است) بازیکن فوتبال اهل فرانسه است.